# Puente del Guadiana (Ramal de Moura)
El puente del Guadiana, también conocido como puente ferroviario del Guadiana, es una infraestructura ferroviaria en el ayuntamiento portugués de Beja, que transportaba el Ramal de Moura y la Ruta Nacional 260 sobre el río Guadiana. Se encuentra cerrada al servicio, para ambos tipos de tráfico.

## Características físicas

### Localización
El puente se localiza en la parroquias de Quintos, en el PK 24,7 del Ramal de Moura.

### Características
Transportaba una vía única mixta rodo-ferroviaria. Presenta un tablero metálico con 277 m de longitud, asentado en siete pilares de piedra.

## Historia

### Inauguración
El puente fue, por primera vez, atravesado por una locomotora el 22 de marzo de 1878, siendo abierta al servicio el 20 de  abril del mismo año, cuando fue inaugurada la conexión a la estación de Serpa-Brinches, en la línea del Sureste (posteriormente renombrada a Ramal de Moura).

### Declive y cierre
Debido al hecho de que el transporte excedía la capacidad del puente, fue construido, en la década de 1970, un nuevo puente carretera, siendo cerrado el tránsito en el puente antiguo; y, en 1990, fueron suspendidos todos los servicios ferroviarios en el Ramal de Moura.
En 2007, la operadora Red Ferroviaria Nacional lanzó un concurso, para la protección de las fundiciones de este puente.